# Five Island Lake
Der Five Island Lake ist ein See im Palo Alto County im US-Bundesstaat Iowa. Der See hat eine Fläche von 3 km². Die mittlere Tiefe beträgt 1 Meter und die maximale Tiefe liegt bei 6 Metern. Am See liegen der Kearney State Park und der Kearny Park.